# Guyana en los Juegos Paralímpicos
Guyana en los Juegos Paralímpicos está representada por la Asociación Paralímpica de Guyana, miembro del Comité Paralímpico Internacional.
Ha participado en una ocasión en los Juegos Paralímpicos de Verano, en Tokio 2020. El país no ha obtenido ninguna medalla en las ediciones de verano.
En los Juegos Paralímpicos de Invierno Guyana no ha participado en ninguna edición.

## Medallero

### Por edición
Juegos Paralímpicos de Verano
| Evento     | Oro | Plata | Bronce | Total |
| ---------- | --- | ----- | ------ | ----- |
| Tokio 2020 | 0   | 0     | 0      | 0     |
| París 2024 | –   | –     | –      | –     |
| TOTAL      | 0   | 0     | 0      | 0     |